# John Foxx
John Foxx (Chorley, 26 september 1948) is een Britse zanger, muzikant, grafisch ontwerper en fotograaf. Hij was de oorspronkelijke zanger van de band Ultravox, voordat hij koos voor een solocarrière.

## Beschrijving
Foxx werd geboren als Dennis Leigh en vormde in 1973 de band Tiger Lily. De band onderging enkele keren een naamswijziging en werd in 1976 hernoemd naar Ultravox! De band speelde een mix van punk, reggae, new wave en elektronische muziek. Leigh nam in die tijd ook zijn artiestennaam John Foxx aan.
In 1980 koos Foxx voor een solocarrière. Hij wist enkele kleine successen te behalen met de singles "Underpass" en "No-One Driving". Hij speelde op synthesizers en drumcomputers.
Foxx stopte in 1985 na het album In Mysterious Ways zijn muzikale carrière en ging vanaf dat moment verder werken als grafisch ontwerper en fotograaf.

## Discografie
John Foxx heeft met Ultravox! drie albums uitgebracht, als soloartiest bracht hij 15 albums uit tussen 1980 en 2016. In samenwerking met Louis Gordon kwamen er tien albums en met The Maths zeven albums. Er verschenen diverse compilatiealbums, evenals geremasterde albums.
| Jaar | Artiest                  | Album                        | Platenlabel    |
| ---- | ------------------------ | ---------------------------- | -------------- |
| 1977 | Ultravox                 | Ultravox!                    | Island Records |
| 1977 | Ultravox!                | Ha! Ha! Ha!                  | Island Records |
| 1978 | Ultravox                 | Systems of Romance           | Island Records |
| 1980 | John Foxx                | Metamatic                    | Metal Beat     |
| 1981 | John Foxx                | The Garden                   | Metal Beat     |
| 1983 | John Foxx                | The Golden Section           | Metal Beat     |
| 1985 | John Foxx                | In Mysterious Ways           | Metal Beat     |
| 1997 | John Foxx                | Cathedral Oceans             | Metamatic      |
| 1997 | John Foxx & Louis Gordon | Shifting City                | Metamatic      |
| 2001 | John Foxx & Louis Gordon | The Pleasures of Electricity | Metamatic      |